# Josef Marte
Josef Marte (* 16. Juni 1887 in Nenzing; † 12. Jänner 1970 in Bregenz) war ein österreichischer Politiker, Gymnasialdirektor und Landesschulinspektor. Er war von 1934 bis 1938 Abgeordneter zum Vorarlberger Landtag. 

## Ausbildung und Beruf
Marte besuchte die Volksschule in Nenzing und absolvierte danach das Staatsgymnasium in Feldkirch, wo er 1906 die Matura ablegte. Er studierte ab 1906 an der Universität Wien, wechselte danach von 1908 bis 1910 zum Studium nach Freiburg (Schweiz) und von 1910 bis 1911 nach Innsbruck. Er leistete seinen Militärdienst zwischen den Jahren 1911 und 1912 als Einjährig-Freiwilliger ab und absolvierte 1913 die Lehramtsprüfungen für Deutsch und Französisch. Später erwarb er zudem die Lehrbefähigung für Latein. Nach Ausbruch des Ersten Weltkriegs wurde Marte 1914 zum Kriegsdienst eingezogen, wobei er bis 1918 in 4. Tiroler Kaiserjägerregiment als Offizier diente.
Nach Kriegsende wurde Marte 1918 Lehrer an der Oberrealschule in Innsbruck, 1919 wechselte er als provisorischer Lehrer an die Realschule in Dornbirn. Er war danach 1920 provisorischer Lehrer an der Staatsrealschule in Graz und arbeitete von 1920 bis 1922 als Lehrer an der Bundeserziehungsanstalt Liebenau in Graz. Danach übersiedelte er endgültig wieder nach Vorarlberg und wurde im Schuljahr 1922/23 Lehrer am Bundesgymnasium Bregenz. Er war zwischen 1938 und 1939 sowie von 1943 bis 1945 als teilbeschäftigter Lehrer an der Realschule in Dornbirn tätig und übernahm nach dem Ende des Zweiten Weltkriegs von 1945 bis 1952 die Stelle des Direktors des Bundesgymnasiums Bregenz. Zudem war er von Februar bis Mai 1950 kurzfristig Landesschulinspektor in Vorarlberg.

## Politik und Funktionen
Marte war Mitglied der christlichsozialen Partei und war 1934 Kommandant der 1. Kompagnie der Vorarlberger Heimatwehr Bregenz. 1935 wurde er Bataillonsführer Bregenz der Vorarlberger Heimatwehr. Er war des Weiteren Mitglied der Frontmiliz sowie Bezirksmilizkommandant des 1. Bataillons-Kommando Bregenz und Bezirksführer der Heimatwehr Vorarlberg. Lokalpolitisch wirkte er von 1934 bis 1938 als Mitglied des Stadtrates von Bregenz, wobei er während dieser Zeit auch das Amt des Vizebürgermeisters innehatte.
1934 wurde er Standesvertreter der gesetzlich anerkannten Kirchen- und Religionsgesellschaften vom Vorarlberger Landeshauptmann zum Mitglied des Ständischen Landtags berufen und gehörte in der Folge während der Zeit des Ständestaates bzw. des Austrofaschismus vom 14. November 1934 bis zum Anschluss Österreichs am 12. März 1938 dem Landtag an. Er war im Landtag zudem Mitglied im Rechtsausschuss und während der gesamten Periode 1. Landtagsvizepräsident.
Marte war des Weiteren Mitglied der CV-Verbindungen „Norica Wien“ und „Teutonia Freiburg im Uechtland“ sowie Vorstandsmitglied der Germanistenvereinigung. Er engagiert sich zudem beim Neuphilologenverband Vorarlberg, war Obmann des Vorarlberger Pressevereins und Mitglied des Kameradschaftsbundes.

## Privates
Josef Marte wurde als Sohn des Landwirts, Gemeindevorstehers und Landtagsabgeordneten Josef Marte (1853–1911) und dessen Gattin Agatha Maurer (1860–1938) geboren. Er heiratete am 4. September 1917 in Bregenz Anna Ölz (1894–1975), wobei der Ehe keine Kinder entsprangen. Der Vater seiner Frau Anna, Josef Ölz (1852–1914) war ebenfalls Landtagsabgeordneter.

## Auszeichnungen
- Silberne Tapferkeitsmedaille I. Klasse (Erster Weltkrieg)
- Karl-Truppenkreuz (Erster Weltkrieg)
- Ritterkreuz des österreichischen Verdienstordens (als Bezirksführer der Heimwehr)